# Yin Mingzhu

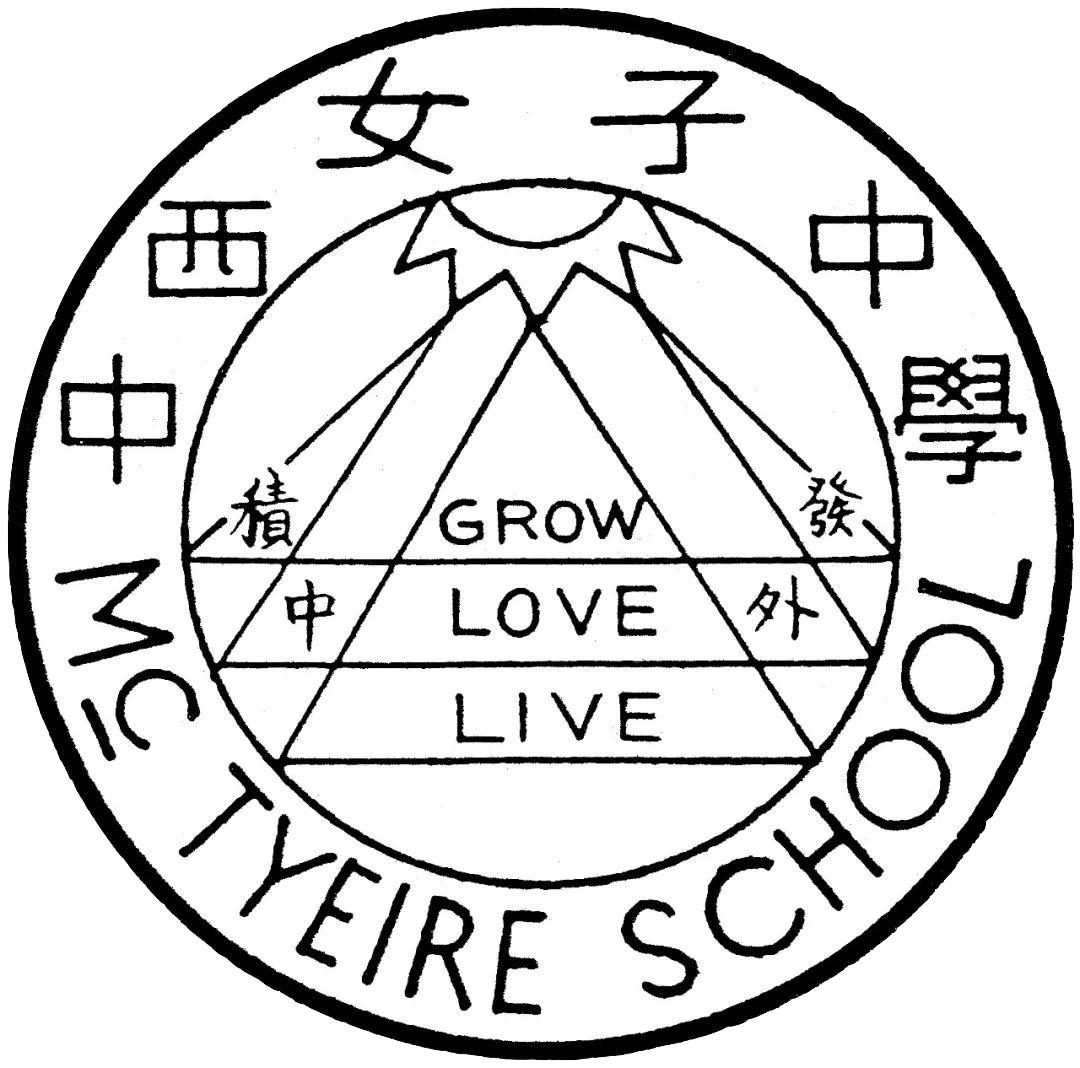
Escola Mc Tyeire a Shanghai

En una onomàstica xinesa Yin es el cognom i Mingzhu el prenom.
Yin Mingzhu (xinès simplificat: 殷明珠) (Wujiang, 1904 - Hong Kong, 1939) va ser una actriu i productora de cinema xinesa. Considerada la primera actriu que va interpretar un paper de protagonista en una pel·lícula xinesa, en un moment en què els papers femenins encara eren interpretats sobretot per actors.

## Biografia
Yin Mingzhu, de nom de naixement Yin Shangxian (殷尚賢) però també coneguda com Longguan, Miss F.F. i Pearl Ing. Va néixer a Wujiang, un districte al sud de la ciutat de Suzhou a la província xinesa de Jiangsu. La família era benestant, el seu pare pintor i cal·ligraf i la seva mare també erudita. El seu pare va morir quan ella tenia tretze anys, i la família es va traslladar a viure a Shanghai i ella va anar a estudiar a una prestigiosa escola de noies, oberta a la ciutat per missioners nord-americans: la McTyeire School for Girls (中西女中). Allà va rebre una educació americana, incloent ball, cant i esports, inclosa l'equitació.

#### Les "flappers" de Shanghai i Pearl Ing
Quan tenia disset anys amb tres amigues de l'escola va formar el que va denominar el "trio de flappers de Shanghai" format per Yin Minzhu (Miss FF o Foreign Fashion), Fu Wenhao (Miss A.A o Ace Ace) i Yuan Danru (Miss S.S. o Shanghai Style) amb el propòsit de dissenyar peces de roba i sabates i alhora potenciar idees progressistes entre noies de filles conservadores, com va ser intentar persuadir-les perquè es desembenessin els peus. També es creu que va ser una de les primeres dones de la Xina que va aprendre a conduir un cotxe.
Durant aquesta etapa també vas adoptar el nom de Pearl Ing, en homenatge a l'actriu estatunidenca Pearl White (1989-1938) que treballava per la filial nord-americana de Pathé Frères, i famosa pel seu paper de Pauline a "The Perils of Pauline (1914) i el d'una detectiu a "Pearl" i que havia arribat a ser molt popular a Shanghai.

#### Carrera cinematogràfica

##### Col·laboració amb Dan Duyu
La trajectòria de Yin Mingzhu està totalment lligada a la del director Dan Duyu amb qui es va casar (després de separar-se del seu primer marit francès) i amb qui va tenir quatre filles.
El 1922 Dan Duyu, estava preparant la seva primera pel·lícula "The Sea Oath" produïda per la Shanghai Shadowplay Company (cofundada per Dan Duyu el 1920) i considerat el primer llargmetratge amb una història d'amor rodat a la Xina. Yin Mingzhu interpretà el paper d'una jove camperola anomenada Fuzhu (福珠), és a dir, la perla de felicitat. S'enamora d'una artista sense diners a qui jura lleialtat, però, poc després, se sent atreta per un cosí ric amb qui accepta casar-se. El dia del casament, ella fuig, torna al seu primer amor per ser perdonada, però, rebutjada, intenta suïcidar-se llançant-se al mar i a última hora és salvada per l'artista. La crítica va ser unànime a lloar la interpretació de Yin Mingzhu. Es considera que va ser el primer paper protagonista femení interpretat per una actriu en la història del cinema xinès.
Cal tenir en compte que en aquella època només hi havia pel·lícules mudes, que es rodaven majoritàriament a la llum del dia, i la qualitat de la pel·lícula no era estable, per la qual cosa els actors inevitablement actuaven de manera exagerada. En aquest context el director Dun va prestar molta atenció a mostrar la bellesa de la figura de les actrius, criteri que va ser molt criticat pels sectors conservadors, que anomenaven les seves pel·lícules com " sensuals i de nus”.
El 1925 Dan Duyu va tornar a convidar a Yin Mingzhu a filmar amb ell, i protagonitzar “Return to the Country” o “Some Girl” (重返故乡), una mena de conte filosòfic en el qual interpretava el paper de Purity, al costat, entre d'altres, de Xie Caizhen (谢采真). A partir d'aquest any van continuar la col·laboració , fent més de trenta pel·lícules durant la següent dècada. El més famós i el seu major èxit comercial va ser, l'any 1927, "La cova de les aranyes" (Pan si dong《盘丝洞》), adaptació de dos episodis del gran clàssic "El viatge a l'oest" (Xiyouji 《西遊記). 》), on Yin Mingzhu interpreta el primer dels "esperits aranya". La pel·lícula va ser seguida d'una seqüela l'any 1930, també amb Yin Mingzhu, però no en queda cap rastre d'aquesta segona pel·lícula. També es creia que s'havia perdut el primer, però l'any 2013 es va trobar una còpia original als arxius de la Biblioteca Nacional Mo i Rana de Noruega.
Yin Mingzhu també va tenir un paper important en la producció de les pel·lícules, ajudant econòmicament a la productora del seu marit Dan Duyu.

##### Eclipsi a Hong Kong
El 1931 la productora va ser absorbida per la Lianhua. Dan Duyu va fer tres pel·lícules l'any següent, de nou amb Yin Mingzhu al paper principal, inclosa "La bellesa dels mars del sud" (南海美人) on interpreta el paper de Linglong (玲珑). La pel·lícula es va estrenar l'any 1934, però el cinema va anar evolucionant amb l'arribada dels cinema sonor i en les properes pel·lícules, Yin Minzhu ja no apareix als crèdits. Com la majoria de les altres actrius del cinema mut no va poder reciclar-se en pel·lícules on calia parlar mandarí.
Quan Shanghai va caure en mans dels japonesos l'agost de 1937, la família es va traslladar a Hong Kong en el gran èxode de la gent del cinema de Shanghai. Yin Miingzhu com que parlava bé anglès, va aconseguir ser contractada per un banc, mentre que Dan Duyu va utilitzar les seves habilitats com dibuixant per convertir-se en caricaturista.
Yin Minzhu va morir a Hong Kong el 1989.

## Filmografia destacada

#### Actriu
| Any  | Títol xinès            | Títol anglès                          |
| 1922 | 海誓                   | The Sea Oath                          |
| 1925 | 重返故鄉 /重返故乡     | Some Girl / Back Home From the City   |
| 1926 | 传家宝                 | Family Heirloom                       |
| 1926 | 還金記                 | Repayment                             |
| 1927 | 盘丝洞 (Pan si dong)   | The Cave of the Silken Web            |
| 1928 | 紅樓夢                 | A Dream of Red Mansions               |
| 1928 | 金鋼鑽                 | The Diamond Casel                     |
| 1929 | 妹妹我爱你 / 飞行大盗) | Sister, I Love You / The Flying Thief |
| 1929 | 續盤絲洞               | The Spider Cave II                    |
| 1929 | 南海美人               | South Seas Beauty                     |
| 1930 | 媚眼俠,                | The Leering Swordsman                 |
| 1930 | 畫室奇案               | The Case in the Studio                |
| 1930 | 豆腐西施               | Tofu Master                           |
| 1931 | 東方夜譚               | Oriental Story/                       |
| 1931 | 古屋怪人               | Stranger in the Old House/            |
| 1932 | 富春江上               | An Innocent Girl                      |
| 1933 | 黃金時代               | Golden Age                            |
| 1935 | 桃花夢                 | Peach-Blossom Dream                   |

Nota: En moltes pel·lícules d'aquesta època no hi ha traducció oficial a l'anglès o a cap altra idioma. Les traduccions són orientatives i procedents de diferents fonts.